# 小行星11102
小行星11102（11102 Bertorighini）是一颗绕太阳运转的小行星，为主小行星带小行星。该小行星于1995年9月26日发现。

## 轨道参数
小行星11102的轨道半长轴为2.5872028 UA，离心率为0.116。